# حركة ترددية

محرك بخاري مزودج الاتجاه يوضح تحويل الحركة الترددية للمحرك إلى حركة دورانية، المكبس موضح على اليسار بينما عمود المرفق مثبت على العجلة الدورة في اليمين

الحركة الترددية، هي حركة خطية مكررة سواء للأمام وللخلف أو للأعلى والأسفل، ولها مدي واسع من الاستخدامات في الماكينات بما فيهم المحركات الترددية وكذلك المضخات، وتتضمن الدورة الترددية الواحدة حركتين متضادين يُطلق عليهم «شوطين».
ويمكن استخدام عمود المرفق لتحويل الحركة الدائرية إلى حركة ترددية أو العكس حيث يحول الحركة الترددية إلى دائرية.
على سبيل المثال، يوجد في محركات الاحتراق الداخلي (إحدى أنواع المحركات الترددية) أثناء شوط التمدد أثناء حرق الوقود في الاسطوانات حيث يتم دفع الاسطوانة بشكل دوري إلى الأسفل وبالتالي يقوم ذراع التوصيل المرتبط بالمكبس بإدارة عمود المرفق، وباستمرار دوران عمود الإدارة يرتفع المكبس إلى أعلى مرة أخرى متهيئًا لدورته التالية.
ويتحرك المكبس بحركة ترددية والتي يتم تحويلها إلى دورانية في عمود المرفق ومن ثم يقوم بتحريك السيارة أو الوظيفة المنوطة بالآلة أينما كانت مكانها، وهناك أثر جانبي وهو الاهتزاز عندما يحمل المحرك بسبب الحركة الترددية للمكابس حيث أن عمود المرفق وعمود التوصيل لا يكونا في صناديق مُغلقة.
الحركة الترددية شبيهة للحركة التوافقية البسيطة ولكنها تختلف عنها، حيث أن نقطة التواصل بين عمود المرفق وذراع التوصيل تدور بشكل هادئ وبسرعة ثابتة في شكل دائري، وبذلك فإن الإزاحة الأفقية لتلك النقطة عبارة عن دالة جيبية، ومع ذلك فإن زاوية ذراع التوصيل تتغير بشكل مستمر خلال الدورة، وبالتالي فإن الإزاحة الأفقية للنهاية البعيدة لذراع التوصيل تختلف عن الشكل الجيبي.